# Francesc Garí Mir
Francesc Garí Mir (Palma, Mallorca, 1939 - Madrid, 1 de juliol de 2009) fou un polític mallorquí.

## Biografia
El 1961 es llicencià en enginyeria industrial i treballà com a gestor d'empreses, principalment de l'empresa familiar Can Garí. El 1963 fou vicepresident de l'Associació d'Industrials de Mallorca (1963), fundada per ell anteriorament, i el 1967 es graduà en administració d'empreses per l'IESE. El 1970 fou delegat del Ministeri de l'Habitatge a les Illes Balears i el 1971-1973 fou director de l'Institut Nacional per a la Qualificació d'Edificacions. En 1975 va iniciar la seva carrera política com a membre fundador de la Plataforma de Diàleg Tramuntana, i el 1976 formaria l'associació Concurrència Democràtica Balear (CODEBA).
Fou un dels fundadors de la Unió de Centre Democràtic (UCD) a les Illes Balears. Fou elegit diputat per la circumscripció de Mallorca a les eleccions generals espanyoles de 1977 i 1979, on fou Vicepresident Primer de la Comissió de Transports i Comunicacions i Vocal de la Comissió de Comerç i Turisme del Congrés dels Diputats. També fou membre de l'Assemblea de Parlamentaris de les Illes Balears i conseller d'Indústria i Agricultura del govern preautonòmic balear (1978).
L'agost de 1999 fou nomenat Cap de Relacions Institucionals del Parlament de les Illes Balears.